# Mezgraja, Niš
Mezgraja (izvirno srbsko Мезграја) je naselje v Srbiji, ki upravno spada pod Občino Niš; slednja pa je del Niškega upravnega okraja.

## Demografija
V naselju, živi 467 polnoletnih prebivalcev, pri čemer je njihova povprečna starost 41,2 let (39,6 pri moških in 42,7 pri ženskah). Naselje ima 178 gospodinjstev, pri čemer je povprečno število članov na gospodinjstvo 3,23.
To naselje je, glede na rezultate popisa iz leta 2002, večinoma srbsko.
|  |

| Demografija | Demografija     | Demografija     |
| Leto        | Št. prebivalcev | Št. prebivalcev |
| ----------- | --------------- | --------------- |
|             |                 |                 |
|             |                 |                 |
|             |                 |                 |
|             |                 |                 |
| 1948        | 650             |                 |
| 1953        | 641             |                 |
| 1961        | 675             |                 |
| 1971        | 593             |                 |
| 1981        | 582             |                 |
| 1991        | 607             | 601             |
| 2002        | 575             | 575             |
|             |                 |                 |

| Etnična sestava po popisu iz leta 2002 | Etnična sestava po popisu iz leta 2002 | Etnična sestava po popisu iz leta 2002 | Etnična sestava po popisu iz leta 2002 | Etnična sestava po popisu iz leta 2002 |
| -------------------------------------- | -------------------------------------- | -------------------------------------- | -------------------------------------- | -------------------------------------- |
| Srbi                                   | Srbi                                   |                                        | 569                                    | 98,95%                                 |
| Madžari                                | Madžari                                |                                        | 2                                      | 0,34%                                  |
| Muslimani                              | Muslimani                              |                                        | 1                                      | 0,17%                                  |
| Jugoslovani                            | Jugoslovani                            |                                        | 1                                      | 0,17%                                  |
| Neznano                                | Neznano                                |                                        | 1                                      | 0,17%                                  |